# ۲۳ (فیلم)
۲۳ فیلمی در ژانر درام به کارگردانی هانس-کریستیان اشمیت است که در سال ۱۹۹۹ منتشر شد. از بازیگران آن می‌توان به آگوست دیهل و زبینیف زاماخوفسکی اشاره کرد.